# 潔淨煤科技
潔淨煤科技（Clean coal technology）是許多設法要降低煤對環境負面影響並且減緩全球氣候變遷的科技的總稱。煤當作燃料使用時，會產生二氧化硫（SO2）、氮氧化物（NOx）、汞及其他副產物，各副產物比例依使用的煤而定。排放的污染物對人體健康及環境都有負面影響，會造成酸雨、肺癌及其他心血管疾病。因此開始發展潔淨煤科技，希望可以消除或是減少燃煤造成的污染物。目前有在使用的技術包括用化學藥品清洗煤礦石，並且去除其中的雜質、气化反应（參考整体煤气化联合循环）、改善處理煙道氣體的技術，以符合更嚴格的環保標準，並且提昇其效率、利用碳捕集与封存技術從烟道气中捕集二氧化碳，將較低等級的煤（褐煤）脫水以提高燃烧热，並且提昇其發電效率。有關此技術的憂慮包括技術可行性，何時可以實施使用，對社會及环境退化的潛在高社會成本，要處理回收的碳或是其他有毒物質的成本及可行性。

## 延伸閱讀
- Biello, David. . Scientific American. January 2016, 314 (1): 58–65. Bibcode:2015SciAm.314a..58B. PMID 26887197. doi:10.1038/scientificamerican0116-58.

## 外部連結
- BBC News - Clean coal technology: How it works （页面存档备份，存于）
- US Department of Energy's clean coal technology web page （页面存档备份，存于）